# Stenopogon iphis
Stenopogon iphis là một loài ruồi trong họ Asilidae. Stenopogon iphis được Séguy miêu tả năm 1932. Loài này phân bố ở vùng Cổ Bắc giới.